# Arany aguti
Az arany aguti más néven közönséges aguti (Dasyprocta leporina) az emlősök (Mammalia) osztályának rágcsálók (Rodentia) rendjébe, ezen belül az agutifélék (Dasyproctidae) családjába tartozó faj.
Az állat a Dasyprocta emlősnem típusfaja.

## Előfordulása

### Elterjedése
Dél-Amerika északkeleti részén fordul elő. Honos Francia Guyana, Guyana, Suriname, és Venezuela területén. Brazília, Trinidad és Tobago és a Kis-Antillák északkeleti részeit is lakja. Betelepítették a Dominikai Közösségbe, Grenadába és az Amerikai Virgin-szigetekre.

### Élőhelye
Az arany aguti trópusi esőerdők, őserdők és másodlagos erdők, továbbá füves, mocsaras területek lakója.

## Alfajai
- Dasyprocta leporina leporina Linnaeus, 1758
- Dasyprocta leporina albida Gray, 1842
- Dasyprocta leporina cayana Lacépède, 1802
- Dasyprocta leporina croconota Wagler, 1831
- Dasyprocta leporina fulvus Kerr, 1792
- Dasyprocta leporina lunaris Thomas, 1917
- Dasyprocta leporina maraxica Thomas, 1923
- Dasyprocta leporina noblei Allen, 1914

## Megjelenése
A faj onnan kapta a nevét, hogy aranyszőre van. Felsőtestét sötét pöttyök tarkítják. Testének közepe felé haladva a barna alapszínbe egyre több narancssárga vegyül. Színe megkülönbözteti a többi agutitól. Testének elülső része a többi agutihoz hasonlóan karcsú, míg a farrész zömökebb. Testhossza (a farok nélkül) 64 cm, a farokhossza 3 cm, marmagassága 10–15 cm, a testtömege 3–6 kg között van. A nőstények és a hímek hasonlók, de a nőstény nagyobb, mint a hím. Füle négyzetes. Mellső lábán négy, hátsó lábán három ujja van.

## Életmódja
A sűrű aljnövényzetben kutat fő tápláléka, a lehullott gyümölcsök után. Főleg kora reggel keresi növényi eredetű táplálékát. Ahol sokat vadásszák, csak este mozog. Gyakran követi a majomcsapatokat, és az általuk pazarlóan földre hullajtott gyümölcsdarabokat felszedegeti. A majmok elfogyasztják a termés lédús húsát, s bár a magok is rendkívül táplálóak, a maghéj keménysége miatt nem jutnak hozzá, és ledobják. A rágcsálófogazattal rendelkező agutinak azonban nem gond a legkeményebb maghéj feltörése sem. Alsó és felső állkapcsában egy-egy pár metszőfog található, melyeknek nincs gyökerük. A foganyagot, vagyis dentint csak az elülső részen védi kemény zománc. A csupasz dentinrész sokkal puhább, könnyebben kopik. A lekopott részek pótlódnak a megmaradó fogcsíra révén. Az állandó használat és kopás során e fogak folyamatosan éleződnek, így alkalmasak a kemény maghéj feltörésére.
Veszély esetén fenyegetően morogva, 2 méteres ugrásokkal, fürgén menekül. A közönséges aguti párban él.

## Szaporodása
Nincs külön párzási időszakuk. A család legtöbb faja évente egyszer-kétszer szaporodik, ezért feltételezhetően ez a faj is.
Az agutik párkapcsolata egy életre szól, a csapat a szülőkből és azok kicsinyeiből áll. A nőstény 104-120 napos vemhesség után 1-4 utódot hoz a világra. Az utódok nagyon gyorsan fejlődnek, szükség esetén hamar együtt tudnak menekülni a szüleikkel. 20 hetes korukig szopnak. A fiatalok ivarérettségük eléréséig, 9 hónapig maradnak a szüleikkel, majd elhagyják a családot. A természetben 6, állatkertekben 13-20 évig élnek.

## Természetvédelmi állapota
Nem veszélyeztetett faj, az arany aguti, más néven aranynyúl gyakori állat az állatkertekben. Magyarországon a Miskolci Vadasparkban, a Fővárosi Állat- és Növénykertben, a Pécsi Állatkertben és a Szegedi Vadasparkban is megtalálható. Nagy területigénye (szaporodáshoz, táplálékkereséshez) megnehezíti a tartását. Egy család territóriuma a természetben 30000 m² - 85000 m².

## Képek
|  |  |  |

## Fordítás
- Ez a szócikk részben vagy egészben  a   Red-rumped agouti című angol Wikipédia-szócikk fordításán alapul.  Az eredeti cikk szerkesztőit annak laptörténete sorolja fel. Ez a jelzés csupán a megfogalmazás eredetét és a szerzői jogokat jelzi, nem szolgál a cikkben szereplő információk forrásmegjelöléseként.